# Sara Svensson (konstnär)
Sara Svensson, född 23 april 1835 i Stödsboda i Åseda socken i Kronobergs län, död där 16 oktober 1896, var en svensk målare och tecknare. Hon var dotter till Sven Magnus Petersson och Sara Nilsdotter.
Svensson som var "bonddotter" från Småland protegerades av Uno Angerstein och Bengt Nordenberg. Hon genomgick Konstakademien 1864–1868. Hon medverkade i konstutställningen i Göteborg 1869 och Bohusläns konstförenings utställning i Uddevalla 1878. Enligt Nils Kristersens anteckningar på Nationalmuseum utförde hon en mängd restaureringar av tavlor på olika herrgårdar i Sverige. Bland hennes efterlämnade arbeten märks ett porträtt av Elisabet Johanna Schalien och en omsorgsfullt genomarbetad modellteckning i svartkrita från akademitiden. Hennes konst består huvudsakligen av genremotiv och landskapsmålningar. Hon är troligen identisk med den av Victor Forssell nämnda fröken Svensson som målade på Sicklaön vid Stockholm. Svensson är representerad vid Konstakademien.